# L'Encyclopédie des planètes extrasolaires
Pour les articles homonymes, voir EPE.
L'Encyclopédie des planètes extrasolaires ou EPE,,,,, est un site web consacré à l'astronomie, fondé en 1995 par Jean Schneider à l'observatoire de Paris. Il maintient une base de données sur les exoplanètes confirmées et hypothétiques.

## Distinction entre planète et naine brune
La séparation traditionnelle entre planète et naine brune à 13 masses joviennes n'a aucune signification physique précise. La fusion du deutérium peut se produire dans des objets de masse inférieure à cette limite. La quantité de deutérium fusionné dépend également de la composition de l'objet. L'Encyclopédie des planètes extrasolaires inclut les objets jusqu'à 25 fois la masse de Jupiter, considérant que « le fait qu'il n'y ait aucune particularité (special feature) autour de 13 MJup dans le spectre de masse observé renforce le choix d'oublier cette limite de masse », et l'Exoplanet Data Explorer inclut les objets allant jusqu'à 24 masses joviennes en précisant que « La distinction à 13 masses de Jupiter du Groupe de travail de l'UAI n'est pas physiquement motivée pour des planètes avec un cœur rocheux et observationnellement problématique à cause de l'ambiguïté du sin(i). »

## Note
1. ↑  Nom dans les différentes langues du site :
  - anglais : The Extrasolar Planet Encyclopaedia (EPE)
  - français : L'Encyclopédie des planètes extrasolaires (EPE)
  - espagnol : La Enciclopedia de los planetas extrasolares (EPE)
  - portugais : Enciclopédia dos planetas extra-solares (EPE)
  - allemand : Die Enzykopädie der extrasolaren Planeten (EEP)
  - polonais : Encyklopedia Pozasłonecznych Układów Planetarnych (EPUP)
  - italien : Enciclopedia dei pianeti extrasolari (EPE)
  - persan : دانشنامه سیاره‌های فراخورشیدی (?)
  - arabe : موسوعة الكواكب خارج المجموعة الشمسية (mawsueat alkawakib kharij almajmueat alshamsia)
  - russe : Энциклопедия внесолнечных планет (Entsiklopedia vnesolnietchnykh planet)
  - japonais : 太陽系外惑星エンサイクロペディア（Taiyō kengai wakusei ensaikuropedia).